# Olympische Jugend-Winterspiele 2012/Teilnehmer (Spanien)
| Gelbes Symbol für Goldmedaillen mit stilisierten Olympischen Ringen | Graues Symbol für Silbermedaillen mit stilisierten Olympischen Ringen | Braundes Symbol für Bronzemedaillen mit stilisierten Olympischen Ringen |
| ------------------------------------------------------------------- | --------------------------------------------------------------------- | ----------------------------------------------------------------------- |
| —                                                                   | —                                                                     | —                                                                       |

Spanien nahm an den Olympischen Jugend-Winterspiele 2012 in Innsbruck mit neun Athleten in fünf Sportarten teil.

## Sportarten

### Eishockey
| Athleten    | Wettbewerb       | Qualifikation | Qualifikation | Finale             | Finale             |
| Athleten    | Wettbewerb       | Punkte        | Rang          | Punkte             | Rang               |
| ----------- | ---------------- | ------------- | ------------- | ------------------ | ------------------ |
| Jungen      |                  |               |               |                    |                    |
| Paul Cerdà  | Skills-Challenge | 0             | 16            | nicht qualifiziert | nicht qualifiziert |
| Mädchen     |                  |               |               |                    |                    |
| Irene Senac | Skills-Challenge | 8             | 11            | nicht qualifiziert | nicht qualifiziert |

### Skeleton
| Athleten     | Durchgang 1 | Durchgang 2 | Gesamt      | Gesamt |
| Athleten     | Zeit        | Zeit        | Zeit        | Rang   |
| ------------ | ----------- | ----------- | ----------- | ------ |
| Jungen       |             |             |             |        |
| Marc Alcaraz | 1:00,98 min | 1:01,40 min | 2:02,38 min | 13     |

### Ski Alpin
| Athleten      | Wettbewerb   | Durchgang 1 | Durchgang 2        | Gesamt             | Gesamt             |
| Athleten      | Wettbewerb   | Zeit        | Zeit               | Zeit               | Rang               |
| ------------- | ------------ | ----------- | ------------------ | ------------------ | ------------------ |
| Jungen        |              |             |                    |                    |                    |
| Adria Bertran | Super-G      |             |                    | 1:08,21 min        | 24                 |
| Adria Bertran | Riesenslalom | 59,94 s     | DNF                | -                  | -                  |
| Adria Bertran | Slalom       | DNF         | nicht qualifiziert | nicht qualifiziert | nicht qualifiziert |
| Adria Bertran | Kombination  | 1:06,88 min | DNF                | -                  | -                  |
| Mädchen       |              |             |                    |                    |                    |
| Ona Rocamora  | Super-G      |             |                    | 1:08,99 min        | 19                 |
| Ona Rocamora  | Riesenslalom | 1:01,12 min | 1:01,38 min        | 2:02,50 min        | 22                 |
| Ona Rocamora  | Slalom       | DNF         | nicht qualifiziert | nicht qualifiziert | nicht qualifiziert |
| Ona Rocamora  | Kombination  | DNF         | nicht qualifiziert | nicht qualifiziert | nicht qualifiziert |

### Skilanglauf
| Athleten       | Wettbewerb      | Qualifikation | Qualifikation | Viertelfinale      | Viertelfinale      | Halbfinale         | Halbfinale         | Finale             | Finale             |
| Athleten       | Wettbewerb      | Zeit          | Rang          | Zeit               | Rang               | Zeit               | Rang               | Zeit               | Rang               |
| -------------- | --------------- | ------------- | ------------- | ------------------ | ------------------ | ------------------ | ------------------ | ------------------ | ------------------ |
| Jungen         |                 |               |               |                    |                    |                    |                    |                    |                    |
| Adrian Clavero | 10 km klassisch |               |               |                    |                    |                    |                    | 34:52,2 min        | 36                 |
| Adrian Clavero | Sprint          | 1:51,80 min   | 31            | nicht qualifiziert | nicht qualifiziert | nicht qualifiziert | nicht qualifiziert | nicht qualifiziert | nicht qualifiziert |
| Mädchen        |                 |               |               |                    |                    |                    |                    |                    |                    |
| Yaiza Barajas  | 5 km klassisch  |               |               |                    |                    |                    |                    | 19:04,0 min        | 36                 |
| Yaiza Barajas  | Sprint          | 2:04,37 min   | 20            | 2:12,6 min         | 6                  | nicht qualifiziert | nicht qualifiziert | nicht qualifiziert | nicht qualifiziert |

### Snowboard

#### Halfpipe
| Athleten     | Wettbewerb | Qualifikation | Qualifikation | Qualifikation | Halbfinale         | Halbfinale         | Halbfinale         | Finale             | Finale             | Finale             |
| Athleten     | Wettbewerb | Durchgang 1   | Durchgang 2   | Rang          | Durchgang 1        | Durchgang 2        | Rang               | Durchgang 1        | Durchgang 2        | Rang               |
| ------------ | ---------- | ------------- | ------------- | ------------- | ------------------ | ------------------ | ------------------ | ------------------ | ------------------ | ------------------ |
| Jungen       |            |               |               |               |                    |                    |                    |                    |                    |                    |
| Manex Azula  | Halfpipe   | 35,00 Punkte  | 49,00 Punkte  | 10            | nicht qualifiziert | nicht qualifiziert | nicht qualifiziert | nicht qualifiziert | nicht qualifiziert | nicht qualifiziert |
| Mädchen      |            |               |               |               |                    |                    |                    |                    |                    |                    |
| Sara Eguibar | Halfpipe   | 35,50 Punkte  | 31,25 Punkte  | 11            | nicht qualifiziert | nicht qualifiziert | nicht qualifiziert | nicht qualifiziert | nicht qualifiziert | nicht qualifiziert |

#### Slopestyle
| Athleten    | Wettbewerb | Qualifikation | Qualifikation | Qualifikation | Finale       | Finale       | Finale |
| Athleten    | Wettbewerb | Durchgang 1   | Durchgang 2   | Rang          | Durchgang 1  | Durchgang 2  | Rang   |
| ----------- | ---------- | ------------- | ------------- | ------------- | ------------ | ------------ | ------ |
| Jungen      |            |               |               |               |              |              |        |
| Manex Azula | Slopestyle | 40,00 Punkte  | 62,25 Punkte  | 9             | 29,00 Punkte | 33,50 Punkte | 17     |